# Anglina Zimmer
Anglina Zimmer SSpS (* 9. Februar 1902 in Hetzhof; † 18. März 1943 in der Bismarcksee) war eine deutsche römisch-katholische Ordensfrau, Missionarin und Märtyrin.

## Leben
Katharina Zimmer, Tochter eines Winzers und Landwirts, wurde unweit der Mosel in einem Ortsteil von Kinderbeuern geboren. Nach der Schule arbeitete sie in Arzthaushalten in Trier und Koblenz. Zwei ihrer Tanten waren Ordensfrauen. Am 12. September 1929 trat sie in das Provinzhaus Marienau der Steyler Missionare und der Steyler Missionsschwestern in Vallendar ein und wurde am 8. Juni 1930 unter dem Ordensnamen Anglina (für: Angelina) Novizin. Zwei Jahre später legte sie die Ersten Gelübde ab. Dann arbeitete sie im Rizzakrankenhaus (nach: Rizza von Koblenz) in Saffig. Im Juni 1935 ging sie in die Papua-Neuguinea-Mission nach Alexishafen. Dort legte sie am 6. Juni 1938 ihre Ewigen Gelübde ab. Später wirkte sie nacheinander auf Tumleo und Kairiru. Nach der Besetzung von Papua-Neuguinea durch japanische Invasionstruppen 1942 wurde sie am 18. März 1943 zusammen mit Bischof Josef Lörks und zahlreichen weiteren Missionaren und Ordensschwestern auf dem Zerstörer Akikaze hingerichtet und ins Meer geworfen.

## Gedenken
Die Römisch-katholische Kirche in Deutschland hat Schwester Anglina Zimmer als Märtyrin in das deutsche Martyrologium des 20. Jahrhunderts aufgenommen.